# Bromeliohyla
Bromeliohyla es un género de anfibios anuros de la familia Hylidae. Sus especies se distribuyen por el México neotropical y la mitad oeste de Centroamérica. Este género pertenecía al género Hyla hasta la reestructuración del género realizada en 2005.

## Especies
Se reconocen las siguientes según ASW:
| Nombre binomial           | Autor           |
| ------------------------- | --------------- |
| Bromeliohyla bromeliacia  | (Schmidt, 1933) |
| Bromeliohyla dendroscarta | (Taylor, 1940)  |